# Flavyigoga
Flavyigoga là một chi bướm đêm thuộc họ Noctuidae.